# 沈滨义
沈滨义（1944年—2023年7月5日），浙江义乌人，中国人民解放军海军中将。 
1989年任东海舰队副参谋长，1991年任海军上海基地司令员，1993年任总后勤部部长助理，1994年任总后勤部副部长，1999年任海军副司令员，2004年退役。
1990年授中国人民解放军海军少将、1996年授中国人民解放军海军中将军衔。
2008年，当选第十一届全国政协常务委员，代表特别邀请人士，分入第五十五组。并担任经济委员会专委。